# Gadwal

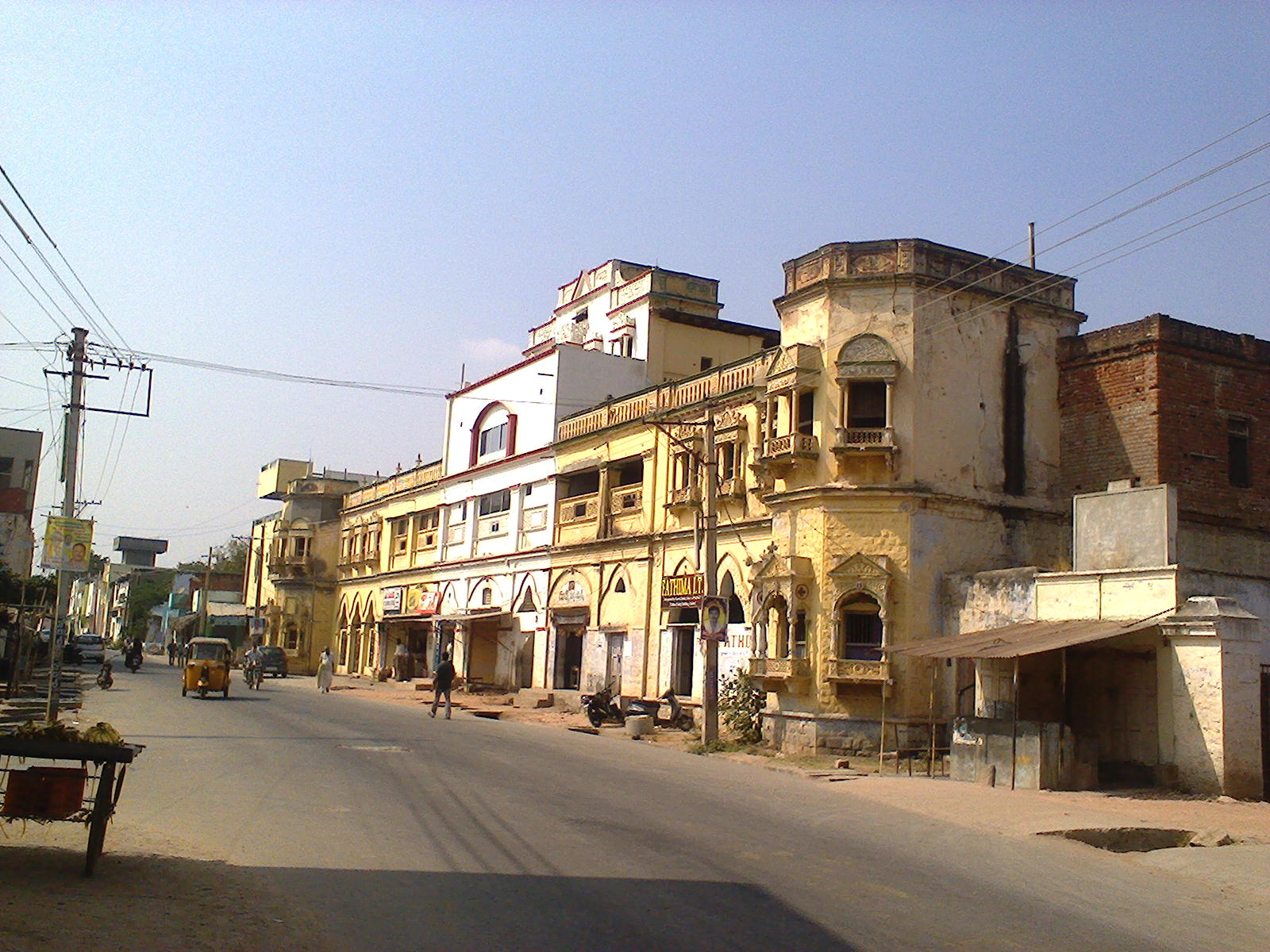
Krishna Reddy Bungalow,Gadwal

Gadwal è una suddivisione dell'India, classificata come municipality, di 51.428 abitanti, situata nel distretto di Mahbubnagar, nello stato federato del Telangana. In base al numero di abitanti la città rientra nella classe II (da 50.000 a 99.999 persone).

## Geografia fisica
La città è situata a 16° 13' 60 N e 77° 47' 60 E e ha un'altitudine di 324 m s.l.m..

## Società

### Evoluzione demografica
Al censimento del 2001 la popolazione di Gadwal assommava a 51.428 persone, delle quali 26.367 maschi e 25.061 femmine. I bambini di età inferiore o uguale ai sei anni assommavano a 6.538, dei quali 3.301 maschi e 3.237 femmine. Infine, coloro che erano in grado di saper almeno leggere e scrivere erano 29.469, dei quali 17.554 maschi e 11.915 femmine.